# 御霊合戦
御霊合戦または上御霊神社の戦い（ごりょうがっせん/かみごりょうじんじゃのたたかい）は、応仁の乱における戦闘の1つで、文正2年（1467年、後に応仁に改元）1月18日から19日にかけて現在の京都府京都市上京区上御霊神社で畠山義就軍と畠山政長軍が衝突した。この合戦が応仁の乱開始の契機となり、本格的な戦乱の幕開けとなった。

## 経過
享徳3年（1454年）から始まった畠山氏のお家騒動は、室町幕府8代将軍足利義政の介入もあり1度は畠山義就が当主となった。しかし義就は義政の命令を無視して大和への軍事介入を繰り返したため次第に信頼を失い、反対派が管領細川勝元の支援で義就の従弟に当たる政長を擁立したため立場が危うくなっていった。
長禄4年（1460年）6月、紀伊根来寺と紛争を起こした義就は京都から紀伊へ軍勢を向かわせたが、軍事的空白に加え義政から見限られていた所を勝元に付け込まれ、9月に義政から政長への家督交代を言い渡された。義就は拒絶して領国河内へ逃れ、嶽山城で政長ら討伐軍を迎え撃ち寛正4年（1463年）4月まで抗戦（嶽山城の戦い）、嶽山城が落とされた後は吉野へと逃走した。義就に代わり当主になった政長は翌寛正5年（1464年）に勝元の後任の管領に選ばれ、政長を中心にした畠山氏を取り込んだ勝元の勢力は増大した。
一方、斯波氏も畠山氏と同じくお家騒動で混乱していたが、古河公方足利成氏の反乱（享徳の乱）で戦乱が続いていた関東への遠征軍を整えたい義政の意向もあって事態は複雑化していた。斯波義廉は幕府公認の鎌倉公方（堀越公方）足利政知の執事渋川義鏡の息子という縁で義政から斯波義敏・松王丸父子に代わり斯波氏当主の座に収められたが、実父が政争を起こして失脚したせいで義政から見捨てられることを恐れ、家臣の朝倉孝景と共に山名宗全ら諸大名と結び義政の妨害に動き出した。義就もその中の1人に選び寛正6年（1465年）頃に朝倉孝景を通して義就と提携、文正元年（1466年）には宗全の養女と婚約して派閥結成を進めていった。
同年に義廉が幕府の命令で当主を義敏に替えられると諸大名がこれに反発、宗全と勝元が結託して9月6日に文正の政変を起こし義政の側近伊勢貞親・季瓊真蘂らを追放した。宗全・義廉らは義就にも挙兵を促し、応じた義就は政変に先立つ8月25日に大和壺坂寺に出頭、9月に河内にも進出して政長方の諸城を落として回り、10月に大和で義就方の大和国人越智家栄・古市胤栄らが挙兵するまでになった。11月28日に十市遠清の仲介で越智家栄らが政長方の大和国人筒井順永と和睦して大和の争乱は収まったが、河内の義就はそのまま留め置かれ、12月25日に宗全の要請で河内から上洛、27日に京都に辿り着くと千本釈迦堂に待機した。危機感を覚えた政長は屋敷の防備を固めた。
年が明けて文正2年1月1日の椀飯は政長が何事も無く務めたが、翌日の2日に行われる筈だった義政の政長邸訪問は中止、代わりに義就が義政と対面して畠山氏当主は実質的に義就に替えられた。5日には宗全邸を借りた義就が義政を饗応、翌6日には政長に屋敷を義就に明け渡す命令が届くまでになり、命令を拒否した政長は家臣の神保長誠らと共に屋敷の防衛を強化したが、8日には管領を罷免され義廉に交替させられるなど立場が悪化していった。寛正6年の派閥形成と文正の政変、政長の管領罷免は義廉の家督保持を目的とした一連の工作であり、山名派は主流派として幕府の権力を握るに至った。
15日に宗全が椀飯を務める一方で花の御所を与党の軍勢で固め、対する政長とこれに同情的な勝元と京極持清が幕府襲撃の構えを見せたため、義政は調停に動き17日に勝元に政長の援助中止を命令、勝元も宗全の義就援助中止を条件に承諾した。義政を山名派に取られ、勝元の支援も打ち切られて追い詰められた政長は18日午前4時頃に屋敷を放火、北上して京都郊外の上御霊神社に陣取った。宗全も午後2時頃に後土御門天皇・後花園上皇らを内裏から花の御所へ避難させ、午後4時頃に義就が上御霊神社へ進軍して合戦が始まった。
上御霊神社は西は川が、南は相国寺の藪大堀が引かれていたため、攻め口は東と北だけだった。政長と家臣の遊佐長直らは必死に義就方と戦い翌19日の午前4時頃まで持ちこたえたが、孤立状態で不利な状況に変わりはなかったため、上御霊神社の拝殿に放火して勝元の屋敷へ逃げ延びた。義就には宗全の孫山名政豊と朝倉孝景らが合流していたといわれるが、19日の朝に参戦することを決めていたが既に勝敗が決したため合戦に加わっていなかったともされている。
御霊合戦は義就の勝利に終わり、義政が諸大名に調停を行っていたため大乱への拡大は避けられ、1月以降の行事は平穏に進められた。しかし、両派は京都への軍勢召集を止めようとせず、5月に勝元が山名派の領国に与党の軍勢を派遣、5月26日に細川派が戦端を開いたことにより大乱が勃発した（上京の戦い）。